# 藻德济-帕芒济机场
藻德濟-帕芒濟機場（法語：Aéroport de Dzaoudzi-Pamandzi），又名马约特马塞尔·亨利机场（法語：Aéroport de Mayotte-Marcel-Henry），是一座位於法國海外省馬約特帕芒濟的國際機場，位于马约特主岛格朗德特爾島东边的珀蒂特特爾島上。

## 历史
1977年8月8日，成立三年的留尼汪航空公司的一架霍克西德利HS-748型飞机从留尼旺羅蘭·加洛斯機場飞往藻德濟-帕芒濟機場，自此，马约特岛與外界首次有定期班机提供航班服务。
2014年，馬約特省委員會以多数票通过以马约特前参议员马塞尔·亨利的名字来重新命名该机场，不过因为机场只能以逝世人物的名字命名，故当时的投票无效。2021年8月，94岁的马塞尔·亨利逝世。2022年3月29日，经法國生態部审议、馬約特省委員會表决後，机场正式更名为马约特马塞尔·亨利机场。在2024年12月风灾期间，机场遭到严重破坏，现已恢复运营。

## 航空公司與目的地
在航线方面，该机场有定期来往法国本土、留尼汪、葛摩、馬達加斯加、肯亞、坦尚尼亚等地的航线。
| 航空公司       | 目的地                                                    |
| -------------- | --------------------------------------------------------- |
| 埃瓦航空       | 莫罗尼、留尼汪、安齐拉纳纳、马哈赞加、贝岛 季节性：三蘭港 |
| 南方航空       | 留尼汪 季节性：巴黎-戴高乐                                |
| 科西嘉國際航空 | 巴黎-奥利                                                 |
| 肯尼亚航空     | 奈洛比                                                    |

## 接駁交通
藻德濟-帕芒濟機場服务馬約特全境，距离马约特首府馬穆楚市區大約6公里，馬穆楚與机场所在珀蒂特特爾島的之間開行有輪渡航線。